# Trathala laticlypeata
Trathala laticlypeata là một loài tò vò trong họ Ichneumonidae.